# الكبابي (جبلة)

تعديل مصدري - تعديل

الكبابي محلة تابعة لقرية عبار، التابعة لعزلة وراف بمديرية جبلة إحدى مديريات محافظة إب في الجمهورية اليمنية، بلغ تعداد سكانها 59 حسب تعداد اليمن لعام 2004.